# Ordini, decorazioni e medaglie del Kazakistan

## Titoli onorifici
| Nastro | Onorificenza                   |
| ------ | ------------------------------ |
|        | Eroe nazionale del Kazakistan  |
|        | Eroe del lavoro del Kazakistan |

## Ordini
| Immagine | Onorificenza                        |
| -------- | ----------------------------------- |
|          | Ordine dell'Aquila d'Oro            |
|          | Ordine della Patria                 |
|          | Ordine di Nazarbaev                 |
|          | Ordine della Gloria di I Classe     |
|          | Ordine della Gloria di II Classe    |
|          | Ordine del Valore di I Classe       |
|          | Ordine del Valore di II Classe      |
|          | Ordine del Valore di III Classe     |
|          | Ordine della Nobiltà                |
|          | Ordine dell'Amicizia di I Classe    |
|          | Ordine dell'Amicizia di II Classe   |
|          | Ordine d'Onore                      |
|          | Ordine del Gattopardo di I Classe   |
|          | Ordine del Gattopardo di II Classe  |
|          | Ordine del Gattopardo di III Classe |

## Decorazioni
| Immagine | Onorificenza       |
| -------- | ------------------ |
|          | Ciondolo d'oro     |
|          | Ciondolo d'argento |

## Medaglie
| Immagine | Onorificenza |
| -------- | --- |
|          | Medaglia "Astana" |
|          | Medaglia al merito militare |
|          | Medaglia al coraggio |
|          | Medaglia per il lavoro |
|          | Medaglia della carità |
|          | Medaglia commemorativa per i dieci anni dell'indipendenza della Repubblica del Kazakistan                                                     |
|          | Medaglia commemorativa per i dieci anni delle forze armate della Repubblica del Kazakistan                                                    |
|          | Medaglia commemorativa per i cento anni della ferrovia del Kazakistan                                                                         |
|          | Medaglia per il giubileo dei 50 anni della vittoria della grande guerra patriottica del 1941-1945                                             |
|          | Medaglia commemorativa per i dieci anni della Costituzione della Repubblica del Kazakistan                                                    |
|          | Medaglia commemorativa per i dieci anni del Parlamento della Repubblica del Kazakistan                                                        |
|          | Medaglia per il giubileo dei 60 anni della vittoria della grande guerra patriottica del 1941-1945                                             |
|          | Medaglia per i 50 anni di suolo vergine |
|          | Medaglia per il decimo anniversario di Astana capitale                                                                                        |
|          | Medaglia per il giubileo dei 65 anni della vittoria della grande guerra patriottica del 1941-1945                                             |
|          | Medaglia commemorativa per i venti anni dell'indipendenza della Repubblica del Kazakistan                                                     |
|          | Medaglia commemorativa per i venti anni delle forze armate della Repubblica del Kazakistan                                                    |
|          | Medaglia commemorativa per i venti anni del tenge                                                                                             |
|          | Medaglia commemorativa per i venti anni della convocazione della Conferenza sull'interazione e sulle misure per accrescere la fiducia in Asia |
|          | Medaglia commemorativa per i venti anni dell'Assemblea del Popolo del Kazakistan                                                              |
|          | Medaglia commemorativa per i venti anni della Costituzione della Repubblica del Kazakistan                                                    |
|          | Medaglia commemorativa per i venticinque anni dell'indipendenza della Repubblica del Kazakistan                                               |